# Блэк, Кейтлин
Ке́йтлин Эли́забет Блэк (англ. Kaitlyn Elizabeth Black; род. 29 июля 1983, Огайо) — американская актриса, наиболее известная по роли Аннабет Несс в телесериале «Зои Харт из южного штата».

## Ранняя жизнь
Блэк выросла в местечке Копли, штат Огайо и окончила старшую школу Ревере (англ. Revere High School) в городе Ричфилд в том же штате в 2001 году. Она с отличием окончила университет штата Кент (англ. Kent State University) в 2005 году, получив степень бакалавра искусства в области театра. Она начала играть в мюзиклах и других театральных постановках с шестого класса, а до этого училась танцевать джаз, чечётку и балет.

## Фильмография
| Год     | Русское название              | Оригинальное название | Роль                | Примечания |
| ------- | ----------------------------- | --------------------- | ------------------- | ---------- |
| 2006    | Ползуны                       | Floaters              | Эрика Эпплтон       | 3 эпизода  |
| 2008    | Международный обмен           | Foreign Exchange      | новенькая           |            |
| 2009    | Бюрократия                    | Bureaucracy           | Патрисия            |            |
| 2009    | Детектив Раш                  | Cold Case             | Бетти Джо Хендерс   | 1 эпизод   |
| 2011    | Светофор                      | Traffic Light         | кассирша            | 1 эпизод   |
| 2011    | Воспитывая Хоуп               | Raising Hope          | Зои                 | 2 эпизода  |
| 2011    | Как стать джентльменом        | How to Be a Gentleman | Табита              | 1 эпизод   |
| 2011    | Просветлённая                 | Enlightened           | Хэлли               | 1 эпизод   |
| 2009    | Голливу                       | Hollywoo              | хостес в VIP номере |            |
| 2011–15 | Зои Харт из южного штата      | Hart of Dixie         | Аннабет Несс        | 63 эпизода |
| 2013    | Офицер ранен                  | Officer Down          | Оливия              |            |
| 2016    | Морская полиция: Новый Орлеан | NCIS: New Orleans     | Джуди Браун         | 1 эпизод   |